# Robert Bellarmin
Pour les articles homonymes, voir Bellarmin.
Robert Bellarmin (en italien : Roberto Bellarmino), né à Montepulciano en Toscane (Italie) le 4 octobre 1542 et mort à Rome le 17 septembre 1621, est un prêtre jésuite italien, théologien, écrivain et apologiste. Le pape Clément VIII, dont il est proche conseiller, le crée cardinal-prêtre en 1599. Nommé archevêque de Capoue et consacré évêque en 1602, il est rappelé à Rome en 1605 par Paul V, qui l'y estime indispensable. Membre de la Sacrée congrégation de l'Inquisition romaine et universelle, il participe activement au procès de Giordano Bruno, brûlé vif le 17 février 1600, et à la controverse née des théories astronomiques de Galilée. Il participa à la révision de la Vulgate de saint Jérôme. Il fut également un exégète de talent et rédigea une grammaire hébraïque et un commentaire des Psaumes,.
Le pape Pie XI, qui lui voue une grande admiration, le béatifie en 1923, le canonise en 1930 et le déclare Docteur de l'Église en 1931. Sa fête est fixée au 17 septembre.

## Biographie

### Formation et enseignement à Louvain
Issu d'une riche et nombreuse famille toscane, Robert est fils de Vincenzo Bellarmino. Sa mère, Cinthia Cervini, est sœur du cardinal Marcello Cervini, futur pape Marcel II. Après avoir rejoint le collège récemment ouvert par les jésuites à Montepulciano et envisagé d'être médecin, Robert Bellarmin entre à la Compagnie de Jésus le 20 septembre 1560. Dispensé du noviciat, il part étudier au Collège romain.
Trois années de philosophie sont suivies d'humanités à Florence puis à Mondovì. Il entame l'étude de la théologie à Padoue en 1567 pour l'achever deux ans plus tard à Louvain, au théologat jésuite tout juste inauguré. Il y devient professeur l'année suivante. Grand admirateur de Thomas d'Aquin, il y introduit la théologie thomiste et y enseigne jusqu'en 1576. Ordonné prêtre à Gand le 25 mars 1570, il  acquiert rapidement, aux Pays-Bas méridionaux, une réputation de prédicateur éloquent et d'enseignant rigoureux. Il s'oppose vigoureusement au baïanisme propagé par le théologien louvaniste Michel De Bay.
Il insistera plus tard pour que le thomisme soit à la base de l'éducation théologique des jésuites (Ratio Studiorum approuvé par la cinquième Congrégation générale de 1593).

### Rôle à Rome

#### L'art de la controverse
Appelé à Rome en 1576 pour y tenir la « chaire de controverses » au Collège romain, il se distingue par ses compétences théologiques mises au service de la défense de la foi catholique et, plus encore, par sa courtoisie vis-à-vis des Protestants. À une époque où les débats tournent vite aux injures et attaques personnelles, Bellarmin réfute certes des doctrines que Rome estime erronées mais il respecte les personnes. Maître dans l'art de débattre, il rédige entre 1586 et 1593 les Disputationes de controversiis Christianæ fidei, adversus hereticos (Débats sur les controverses de la foi chrétienne, contre les hérétiques). Cet ouvrage rencontre un vif succès, y compris chez les Protestants d'Angleterre et d'Allemagne dont les plus éminents théologiens prennent la plume pour tenter une réfutation, puisqu'il connaît vingt éditions du vivant de son auteur. L'évêque anglican de Chichester Richard Montagu tient Bellarmin en haute estime. Dans son Léviathan, Hobbes s'essaiera non sans mal à réfuter De Summo Pontifice - 3e controverse du corps.
Simultanément, il participe à la commission chargée de réviser le texte de la Vulgate préparé sous le pontificat de Sixte-Quint, et qui aboutit à la Vulgate sixto-clémentine (1592).

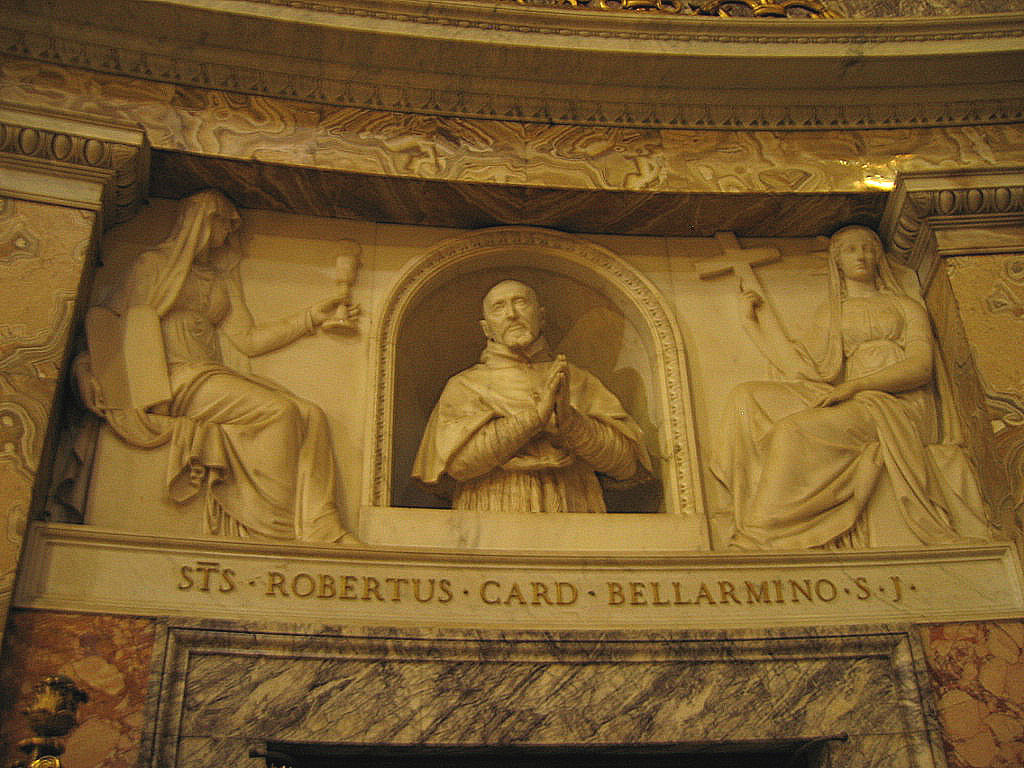
Monument à Robert Bellarmin dans l'église du Gesù à Rome.

Au Collège romain où tous les deux résident, il assume la direction spirituelle de l'étudiant jésuite Louis de Gonzague, qui mourra peu après victime de son dévouement aux pestiférés. Bellarmin exprimera le souhait d'être enterré à ses côtés.

#### Cardinal et théologien papal
Il accompagne Henri Caietan, envoyé en France comme légat par Sixte Quint. Puis il est théologien de Clément VIII, qui ordonne aux paroisses d'utiliser le petit catéchisme de Bellarmin, publié en 1597 sous le titre italien « Dottrina cristiana breve », et le crée cardinal en 1599.
Nommé archevêque de Capoue en 1601, il apprécie également le travail pastoral : il organise régulièrement des synodes dans son diocèse, dont il visite toutes les paroisses. Sans le véto de l'Espagne, il aurait été élu pape au conclave de 1605.

### Auprès de Paul V
Aussitôt fait pape, Paul V l'appelle à Rome, où il siège dans diverses congrégations (Index, Saint-Office, Propagation de la foi...). Il s'engage dans la défense des droits et du pouvoir temporel de la papauté. En 1620, il est créé cardinal-prêtre du titre cardinalice « Sainte Praxède ».
Les écrits des dernières années de Bellarmin sont empreints d'ascétisme et de spiritualité. Plusieurs fois, il demande de se retirer. Paul V refuse en disant : « l'Église ne peut pas se passer de lui ! ». Devenu sourd, il finit ses jours à Rome au noviciat jésuite de Saint-André du Quirinal , où il meurt le 17 septembre 1621.
La postérité conserve de lui l'image d'un homme qui, par amour de l'Église, a défendu toute sa vie la doctrine catholique contre les hérétiques et le pouvoir temporel des papes (De potestate summi Pontificis in rebus temporalibus, 1610). Cependant, n'étant pas allé aussi loin que d'autres théologiens de son temps, il a été considéré comme trop modéré par Rome et ultramontain par la France.

### Membre de la Congrégation du Saint-Office
Proche conseiller du pape et cardinal inquisiteur, Robert Bellarmin participe activement, mais différemment, à deux procès ecclésiastiques restés célèbres.
C'est à lui que Clément VIII confie l'instruction du procès de Giordano Bruno, ancien frère dominicain qui développe une doctrine philosophique jugée non conforme à la foi catholique. Au cours des sept années de ce procès, le cardinal Robert Bellarmin conduit une vingtaine d'interrogatoires. L'Inquisition fait alors usage de la torture pour obtenir des aveux mais Giordano Bruno ne cède pas. Bellarmin lui rend visite dans sa prison et tente, avec des succès éphémères, de le ramener à la foi. Considéré comme athée et hérétique, Bruno est brûlé vif le 17 février 1600.
En 1616, Bellarmin ordonne à Galilée de cesser d'enseigner comme vrai l'héliocentrisme de Nicolas Copernic. Selon lui, ce système ne doit rester qu'une simple hypothèse mathématique dépourvue d'affirmation philosophique. C'est du reste ce que préconise, dans la préface au « De revolutionibus orbium coelestium » de Copernic qu'il a publié en 1543, le théologien luthérien Andreas Osiander. Cette interdiction d’enseigner, qui n’est pas encore une condamnation, est notifiée à Galilée début 1616.
Mais le bruit circule que Galilée a été condamné et puni. Sur sa demande, Bellarmin fournit au savant un document daté du 26 mai 1616, infirmant les rumeurs mais interdisant de défendre et d’enseigner l’héliocentrisme. Retiré de la vie publique et décédé en 1621, Bellarmin ne participera pas au procès de Galilée, qui conduira à son abjuration en 1633.
En 1992, lors de la conclusion des travaux de la « Commission d'étude de la controverse ptoléméo-copernicienne », le pape Jean-Paul II reconnaît les erreurs de « la plupart des théologiens » dans le cadre d'une repentance de l'Église, sans toutefois mentionner explicitement le rôle de l'Inquisition.

## Postérité

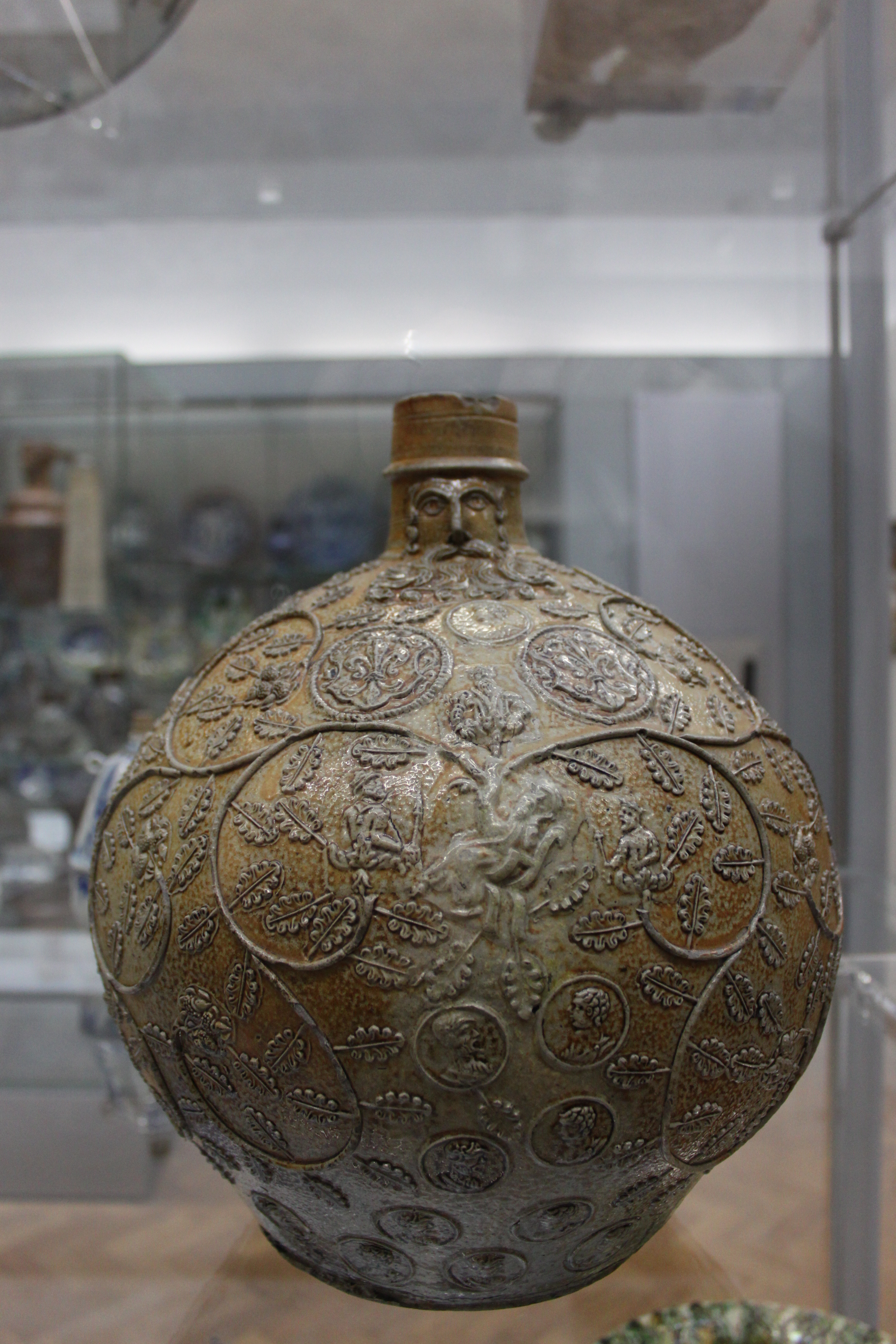
Exemple de bellarmine.

- Robert Bellarmin est béatifié en 1923, canonisé en 1930 au terme d'un long procès et finalement proclamé Docteur de l'Église en 1931 par le pape Pie XI. Il est liturgiquement commémoré le 17 septembre.
- En 1933, l'église San Roberto Bellarmino à Rome prend son nom ainsi que le titre cardinalice San Roberto Bellarmino. De nombreuses églises de par le monde, ainsi que certaines institutions d'enseignement sont placées sous sa protection, y compris le Collegio Bellarmino de Rome.
- Ses restes mortels se trouvent dans l'église Saint-Ignace-de-Loyola à Rome, sous l'autel de la chapelle qui lui est dédiée.
- Un type de cruche en grès originaire de Cologne est appelé bellarmine d'après son nom.

## Ouvrages

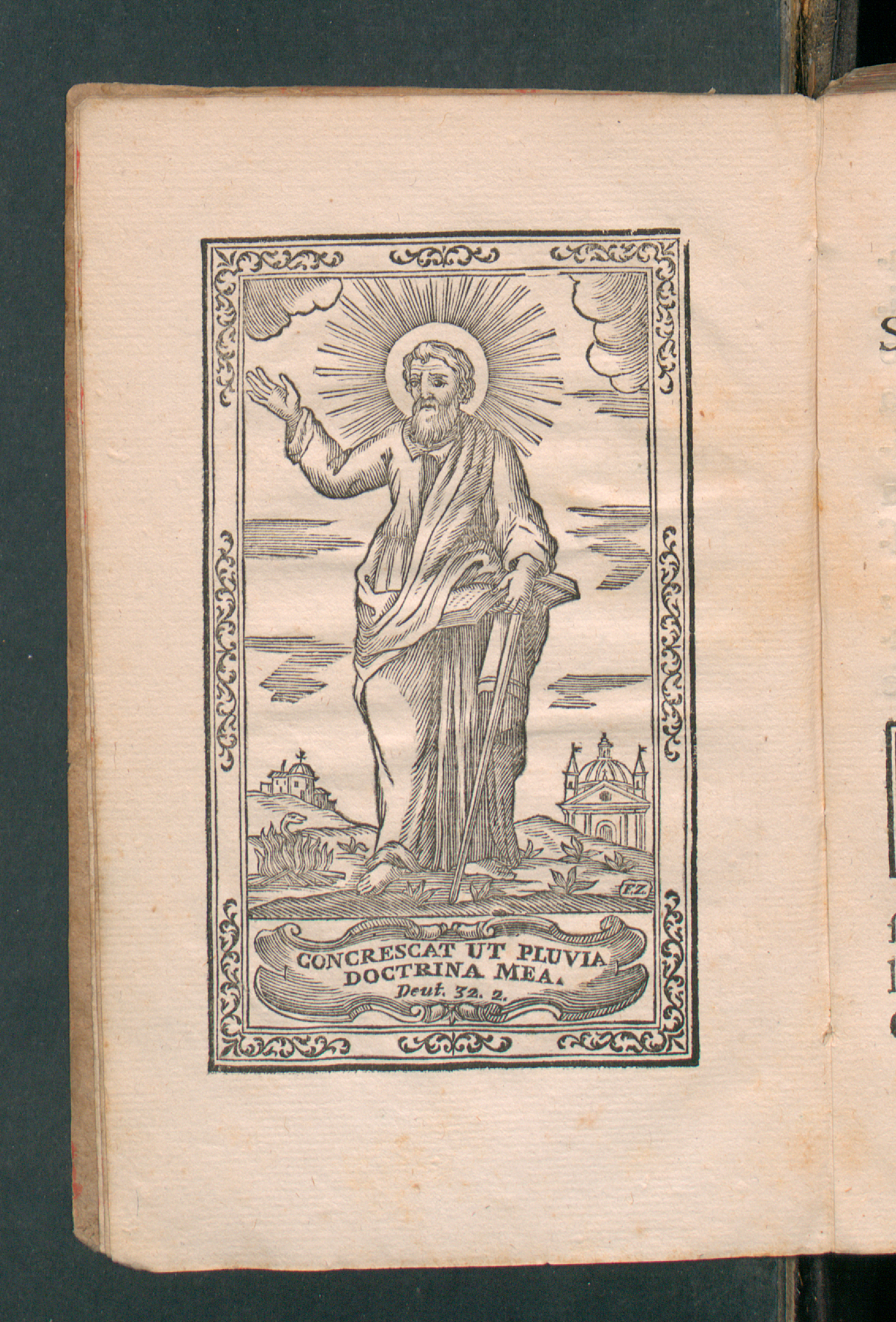
Dottrina cristiana breve, 1752.

- Apologia Roberti S. R. E. Cardinalis Bellarmini, pro responsione sua ad librum Iacobi Magnæ Britanniæ Regis, cuius titulus est, Triplici nodo triplex cuneus; in qua apologia refellitur Præfatio Monitoria Regis eiusdem. Accessit eadem ipsa responsio, iam tertio recusa, quæ sub nomine Matthæi Torti Anno superiore prodierat.Köln, Johann Kinckes, 1610.
- Apologie de l'illustrissime Robert Bellarmin, … pour la responce dudit sieur au livre du serenissime roy de la Grand'Bretaigne… avec la responce cy-devant publiée, sous le nom de Matthieu Torty. - Responce du cardinal Bellarmin au livre intitulé « A triple coing, triple nœud » ou autrement « Apologie pour le serment de fidélité contre deux brefs du Pape Paul V et les dernières lettres du cardinal Bellarmin, escrites à Georges Blacwel, archiprêtre d'Angleterre ». (S. l.), 1610.
- Roberto Bellarmino, De scriptoribus ecclesiasticis: liber unus : cum adiunctis indicibus undecim, & breui chronologia ab orbe condito usque ad annum M.DC.XII, Romae, Ex typographia Bartholomaei Zannetti, 1613 (lire en ligne)
- Disputationes de controversiis christianæ fidei adversus hujus temporis hæreticos.
- De ascensione mentis in deum per scalas rerum creatarum , 1615
- Catéchisme, très répandu.
- 3 volumes in-folio d'Œuvres diverses (Cologne, 1619).

Il a adressé l'Histoire de sa vie au jésuite Andreas Eudaemon-Joannes. Ses Œuvres complètes ont paru à Naples en 1857-1860, en 7 volumes in-4.

## Pour approfondir